# All the Stars
All the Stars ist ein Song, der von Kendrick Lamar und der R&B-Sängerin und Songwriterin SZA für den Soundtrack zum Film Black Panther gesungen wurde.

## Entstehungsgeschichte
| Liedteil   | Künstler             |
| Intro      | Kendrick Lamar       |
| Refrain    | SZA                  |
| 1. Strophe | Kendrick Lamar       |
| Bridge     | Kendrick Lamar & SZA |
| 2. Strophe | SZA                  |

Der Song wurde von Kendrick Lamar und der R&B-Sängerin und Songwriterin SZA für den Soundtrack zum Film Black Panther gesungen und ist zu Beginn des Abspann des Films zu hören. Ryan Coogler, der Regisseur des Films, äußerte, Lamar sei perfekt für die Filmmusik, da „seine Inhalte genau diejenigen Themen widerspiegeln, die wir auch im Film adressieren.“ Coogler und Hauptdarsteller Chadwick Boseman hatten schon häufiger erwähnt, dass sie große Fans von Lamar seien. Dieser ließ sich bei der Gestaltung von Black Panther: The Album von dem Marvel-Comic inspirieren.

## Veröffentlichung und Musikvideo
Der Song wurde am 4. Januar 2018 als Download im Stream veröffentlicht und ist auf dem Soundtrack zum Film mit dem Titel Black Panther: The Album enthalten, der am 9. Februar 2018 digital und auf CD erschien.
Zu All the Stars wurde Anfang Februar 2018 ein Musikvideo veröffentlicht. Bei diesem führten Dave Meyers und die Little Homies Regie. Das Video verbindet afrikanische Ästhetik mit Superheldendarstellungen. Zu sehen sind Lamar inmitten einer Menschenmenge in einem afrikanischen Dorf und beim Durchqueren einer trostlosen Landschaft in Begleitung einer Gruppe von Panthern und SZA in verschiedenen aufwändigen Kostümen beim Tanzen.

## Auszeichnungen
Black Reel Awards 2018
- Nominierung als Bester Song[5]

Critics’ Choice Movie Awards 2019
- Nominierung als Bester Song[6]

Golden Globe Awards 2019
- Nominierung als Bester Filmsong[7]

Grammy Awards 2019
- Nominierung als Record of the Year (Kendrick Lamar und SZA)
- Nominierung als Song of the Year (Kendrick Lamar und SZA)
- Nominierung als Best Song Written For Visual Media (Kendrick Lamar und SZA)
- Nominierung als Best Rap/Sung Collaboration (Kendrick Lamar und SZA)

Los Angeles Online Film Critics Society Awards 2019
- Nominierung als Bester Song

Oscarverleihung 2019
- Nominierung als Bester Filmsong

Satellite Awards 2018
- Nominierung als Bester Song[8]

## Kommerzieller Erfolg

### Chartplatzierungen
In den Billboard Hot 100 hatte der Song auf Platz 7 seine beste Platzierung, in Deutschland auf Platz 28.
| ChartsChartplatzierungen       | Höchstplatzierung | Wochen |
| ------------------------------ | ----------------- | ------ |
| Deutschland (GfK)              | 13 (21 Wo.)       | 21     |
| Österreich (Ö3)                | 13 (19 Wo.)       | 19     |
| Schweiz (IFPI)                 | 9 (26 Wo.)        | 26     |
| Vereinigte Staaten (Billboard) | 7 (26 Wo.)        | 26     |
| Vereinigtes Königreich (OCC)   | 5 (36 Wo.)        | 36     |

| ChartsJahrescharts (2018)      | Platzierung |
| ------------------------------ | ----------- |
| Vereinigte Staaten (Billboard) | 47          |
| Vereinigtes Königreich (OCC)   | 38          |

### Auszeichnungen für Musikverkäufe
| Land/Region                  | Auszeichnungen für Musikverkäufe (Land/Region, Auszeichnung, Verkäufe) | Verkäufe  |
| ---------------------------- | ---------------------------------------------------------------------- | --------- |
| Australien (ARIA)            | 13× Platin                                                             | 910.000   |
| Belgien (BRMA)               | Gold                                                                   | 15.000    |
| Brasilien (PMB)              | Diamant                                                                | 160.000   |
| Dänemark (IFPI)              | 2× Platin                                                              | 180.000   |
| Deutschland (BVMI)           | Gold                                                                   | 200.000   |
| Finnland (IFPI)              | Platin                                                                 | 40.000    |
| Frankreich (SNEP)            | Platin                                                                 | 200.000   |
| Griechenland (IFPI)          | 2× Platin                                                              | 40.000    |
| Italien (FIMI)               | Platin                                                                 | 50.000    |
| Kanada (MC)                  | 6× Platin                                                              | 480.000   |
| Neuseeland (RMNZ)            | 7× Platin                                                              | 210.000   |
| Österreich (IFPI)            | Platin                                                                 | 30.000    |
| Polen (ZPAV)                 | Platin                                                                 | 50.000    |
| Portugal (AFP)               | 4× Platin                                                              | 40.000    |
| Schweden (IFPI)              | Platin                                                                 | 80.000    |
| Spanien (Promusicae)         | Platin                                                                 | 60.000    |
| Vereinigte Staaten (RIAA)    | 2× Platin                                                              | 2.000.000 |
| Vereinigtes Königreich (BPI) | 3× Platin                                                              | 2.000.000 |
| Insgesamt                    | 2× Gold · 46× Platin · 1× Diamant ·                                    | 6.745.000 |

Hauptartikel: Kendrick Lamar/Auszeichnungen für Musikverkäufe